# Mortroux (België)
Mortroux (in het Waals Mwètroû) is een deelgemeente van de gemeente Dalhem in de Belgische provincie Luik. Tot de fusie van 1977 met Dalhem was het een zelfstandige gemeente.
Mortroux ligt in het Land van Herve onmiddellijk ten oosten van de dorpskom van Dalhem langs de weg van Maastricht naar Verviers. De dorpskom ligt ten oosten van deze weg. Mortroux ontwikkelt zich stilaan tot een woondorp maar er is nog veel landbouw aanwezig.

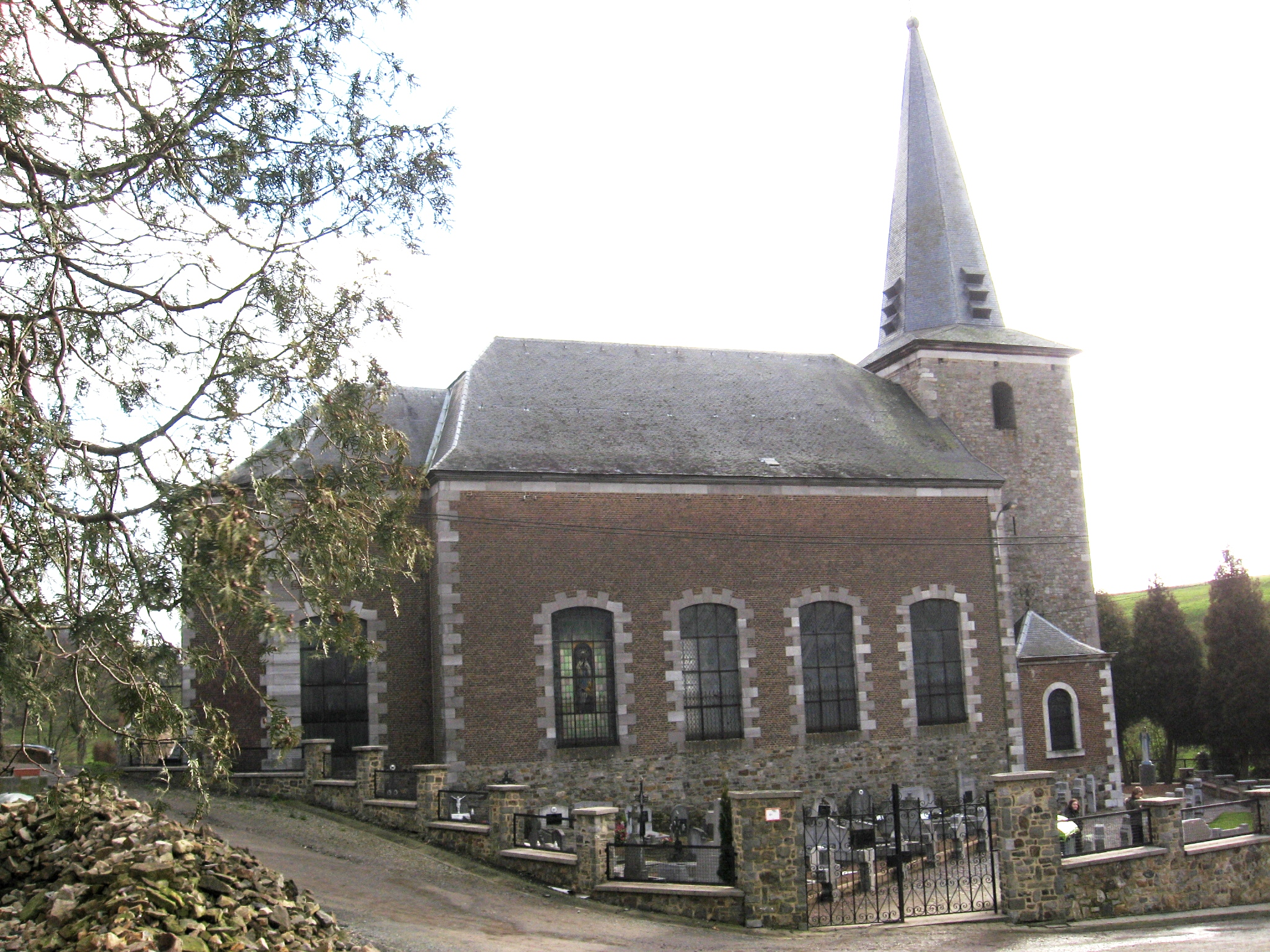
De Sint-Luciakerk

## Geschiedenis
Tot de opheffing van het hertogdom Limburg hoorde Mortroux tot de Limburgse hoogbank Herve. De Abdij van Kornelimünster had bezittingen in Mortroux en verwierf uiteindelijk de heerlijke rechten. De parochie bestond al vóór de 10e eeuw. Zowel het tiendrecht als het patronaatsrecht hoorden eveneens aan de Abdij van Kornelimünster.
Net als de rest van het hertogdom werd Mortroux bij de annexatie van de Zuidelijke Nederlanden door de Franse Republiek in 1795 opgenomen in het toen gevormde departement Ourthe.

## Demografische ontwikkeling
- Bronnen:NIS, Opm:1831 tot en met 1970=volkstellingen, 1976= inwonersaantal op 31 december

## Bezienswaardigheden
- De Sint-Luciakerk heeft een middeleeuwse toren. De rest van de kerk dateert uit de 18de eeuw.
- De Moulin de Nelhain op de Berwijn is een watermolen met onderslagrad die dateert van 1819. De molen maalt niet meer maar de inrichting en het waterrad zijn nog aanwezig. In 2003 werd het gebouw gerestaureerd.
- De Blanc Moulin
- De Moulin du Ri d'Asse
- Een huis aan de Rue d'Asse werd in 1987 beschermd als monument.
- Diverse woonhuizen en historische boerderijen.

## Natuur en landschap
Mortroux bevindt zich in het dal van de Berwijn op een hoogte van ongeveer 110 meter.
Ten zuidoosten van de dorpskom bevindt zich het Bos van Mortroux, een hellingbos langs de Ruisseau d'Asse, welke in noordwestelijke richting -door de kom van Mortroux- naar de Berwijn stroomt. Hier kan gewandeld worden.

## Nabijgelegen kernen
Dalhem, Trembleur, Saint-André, Saint-Jean-Sart (met Abdij van Val-Dieu), Neufchâteau, Bombaye
Deelgemeenten: Berneau · Bolbeek · Dalhem · Feneur · Mortroux · Neufchâteau · Saint-André · Weerst

Overige plaatsen: Chenestre · Fêchereux · La Heusière · La Heydt · Mauhin · Les Waides · Wodémont

Belgische gemeenten · arrondissement Luik · provincie Luik · Wallonië